# Прадин (Коррез)
Пради́н (фр. Pradines, окс. Pradinas) — коммуна во Франции, находится в регионе Лимузен. Департамент — Коррез. Входит в состав кантона Бюжа. Округ коммуны — Юссель.
Код INSEE коммуны — 19168.
Коммуна расположена приблизительно в 380 км к югу от Парижа, в 65 км юго-восточнее Лиможа, в 29 км к северо-востоку от Тюля.

## Население
Население коммуны на 2008 год составляло 104 человека.
| 1962 | 1968 | 1975 | 1982 | 1990 | 1999 | 2008 |
| ---- | ---- | ---- | ---- | ---- | ---- | ---- |
| 127  | 182  | 152  | 141  | 120  | 95   | 104  |

## Администрация
| Период | Период | Фамилия     | Партия                              | Примечания |
| ------ | ------ | ----------- | ----------------------------------- | ---------- |
| 1995   | 2001   | Жан Мадранж | Французская коммунистическая партия |            |
| 2001   |        | Андре Лоран | Французская коммунистическая партия |            |

## Экономика

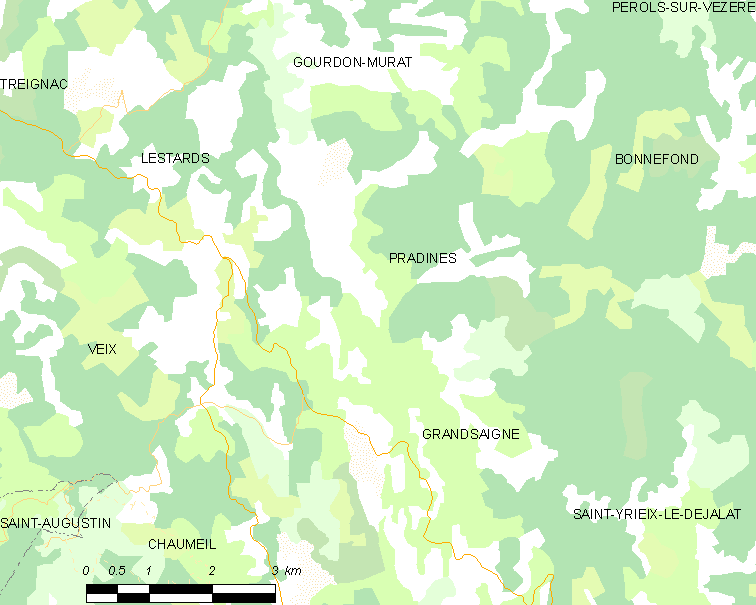
Карта коммуны

В 2007 году среди 53 человек в трудоспособном возрасте (15-64 лет) 35 были экономически активными, 18 — неактивными (показатель активности — 66,0 %, в 1999 году было 62,2 %). Из 35 активных работали 30 человек (16 мужчин и 14 женщин), безработных было 5 (2 мужчин и 3 женщины). Среди 18 неактивных 1 человек был учеником или студентом, 15 — пенсионерами, 2 были неактивными по другим причинам.